# 鯨類學
鯨類學（英語：Cetology），源自希臘文（cetus，意指鯨）及, （logos，意指知識）是一門專門研究海洋哺乳類的科學，尤其是其中的鯨類、海豚與鼠海豚，在科學上，這些動物屬於偶蹄目的鯨下目。鯨類學家研究這些動物的演化、分佈、型態與行為等議題。

## 外部連結
- Dolphins in Greek Mythology （页面存档备份，存于）